# Helen Darbishire
Helen Darbishire, née le 26 février 1881 à Oxford et morte le 11 mars 1961 à Grasmere, est une universitaire britannique, Spécialiste de la littérature anglaise, elle est directrice du Somerville College, Oxford de 1931 à 1945.

## Biographie
Helen Darbishire naît à Oxford, fille de Samuel Dukinfield Darbishire, médecin à la Radcliffe Infirmary, et de Florence Eckersley. Ses parents sont originaires de Manchester, issus de familles libérales sur le plan politique et unitariennes. Elle est éduquée à domicile chez des cousins du pays de Galles, où sa famille s'est installée de 1889 à 1892, durant la maladie de son père. Après la mort de celui-ci en 1881, elle poursuit ses études secondaires à l'Oxford High School. Elle bénéficie d'une bourse et s'inscrit au Somerville College en 1900. Elle suit les cours d'Ernest de Sélincourt, un cousin de sa mère par alliance et elle obtient son diplôme avec une mention très bien en anglais en 1903. Elle est assistante au Royal Holloway College de 1904 à 1907, puis elle retourne à Somerville en tant que tutrice d'anglais en 1908. Elle est promue fellow en 1921 et maître de conférences en 1926. Elle a été la première présidente du conseil d'administration de la faculté d'anglais d'Oxford. Elle est professeure invitée au Wellesley College en 1925-1926. À son retour à Oxford, elle est nommée professeure d'université. En 1931, elle succède à Margery Fry comme principale de Somerville, et démissionne de son poste à l'université, tout en continuant à enseigner et à donner des conférences. Darbishire est principale de Somerville jusqu'à sa retraite en 1945, supervisant l'expansion considérable des bâtiments du collège. Elle est nommée fellow honoraire en 1946.
Son travail en tant que spécialiste de la littérature anglaise s'est centré d'abord sur l’œuvre de William Wordsworth, dont elle réalise l'édition scientifique de ses poèmes en deux volumes, en 1914. Elle assiste Ernest de Sélincourt dans son travail d'édition des poésies de Wordsworth aux éditions Clarendon, et poursuit le travail de Sélincourt après la mort de celui-ci en 1943, pour les trois volumes restants. Elle édite également le manuscrit du Paradis perdu de John Milton, et s'intéresse à la façon dont celui-ci utilise l'orthographe et la ponctuation pour souligner le sens et le mouvement de ses vers. Elle édite The Early Lives of Milton en 1932.
Elle s'installe dans le Lake District à sa retraite et devient présidente du conseil qui gère Dove Cottage, la maison où vécurent William et Dorothy Wordsworth à Grasmere. Elle reprend l'édition des œuvres de Milton et publie une nouvelle édition du Paradis perdu en 1952, et The Poetical Works of John Milton, en 1955. L'ensemble des poèmes de Milton est publié en 1958 dans la collection « Oxford Standard Authors ». Helen Darbishire est invitée aux Clark Lectures de Trinity College en 1949 et propose une conférence sur Wordsworth. Elle fait également une conférence à la James Bryce Memorial lecture à Somerville en 1951, sur Le Paradis perdu, publié la même année. Elle publie également, en 1958, une édition du journal de Dorothy Wordsworth.
Elle meurt à son domicile de Grasmere, le 11 mars 1961.

## Honneurs et distinctions

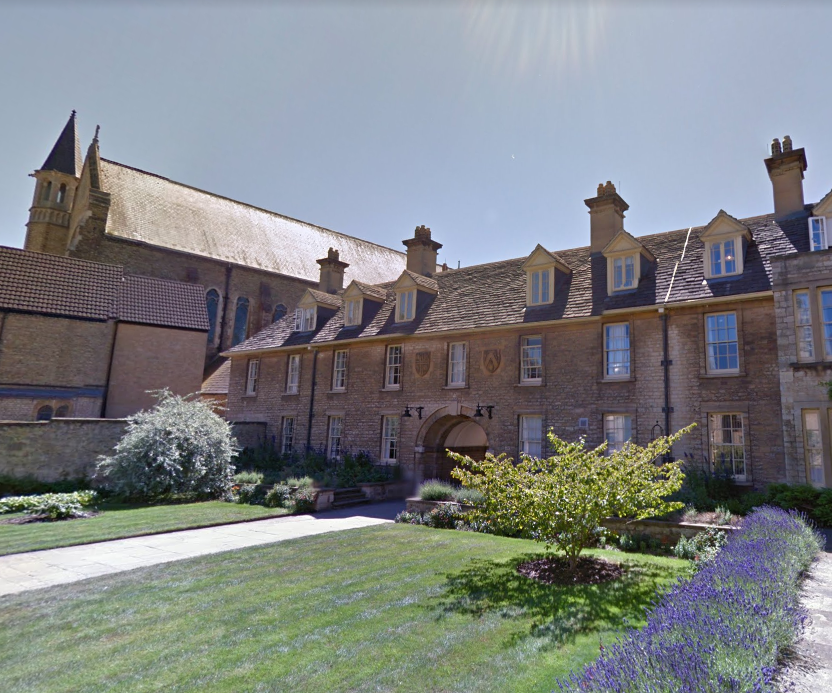
Darbishire Quad, renommé en 1962 en hommage à Helen Darbishire.

Helen Darbishire est élue membre de la British Academy (FBA) en 1947 et reçoit deux fois le prix littéraire Rose Mary Crawshay décerné par la British Academy, pour son travail sur Milton en 1932, et sur Wordsworth en 1950. Elle est docteure honoris causa de l'université de Durham et de Londres. Elle est nommée commandeure de l'ordre de l'Empire britannique (CBE) en 1955.
Un bâtiment du Somerville College, inauguré dans les années 1930, est renommé en son honneur en 1962 « Darbishire Quad »,.

## Publications
- The Early Lives of Milton, 1932
- The Poet Wordsworth, 1949
- The Poetical Works of John Milton: With translations of the Italian, Latin and Greek poems from the Columbia University edition, 1952